# Bobsleeën op de Olympische Winterspelen 2022 - Tweemansbob mannen
De tweemansbob voor mannen tijdens de Olympische Winterspelen 2022 vond plaats op maandag 14 en dinsdag 15 februari in het Yanqing Sliding Centre in Peking, China. Regerend kampioen waren de Canadezen Justin Kripps en Alexander Kopacz en de Duitsers Francesco Friedrich en Thorsten Margis die op de Olympische Winterspelen 2018 met dezelfde tijd eindigden.

## Tijdschema
| Datum               | Lokale tijd | MET   | Afdaling     |
| ------------------- | ----------- | ----- | ------------ |
| maandag 14 februari | 20:05       | 13:05 | 1e en 2e run |
| dinsdag 15 februari | 20:15       | 13:15 | 3e en 4e run |

## Uitslag
| Rang   | Olympiërs                                       | Land               | Run 1   | Run 1 | Run 2   | Run 2 | Run 3   | Run 3 | Run 4   | Run 4 | Totaal  | Achterstand |
| Rang   | Olympiërs                                       | Land               | Tijd    | Rang  | Tijd    | Rang  | Tijd    | Rang  | Tijd    | Rang  | Totaal  | Achterstand |
| ------ | ----------------------------------------------- | ------------------ | ------- | ----- | ------- | ----- | ------- | ----- | ------- | ----- | ------- | ----------- |
| Goud   | Francesco Friedrich Thorsten Margis             | Duitsland          | 59,02   | 1     | 59,36   | 2     | 58,99   | 1     | 59,52   | 1     | 3:56,89 | —           |
| Zilver | Johannes Lochner Florian Bauer                  | Duitsland          | 59,26   | 2     | 59,27   | 1     | 59,32   | 2     | 59,53   | 2     | 3:57,38 | +0,49       |
| Brons  | Christoph Hafer Matthias Sommer                 | Duitsland          | 59,44   | 4     | 59,93   | 6     | 59,51   | 3     | 59,70   | 3     | 3:58,58 | +1,69       |
| 4      | Michael Vogt Sandro Michel                      | Zwitserland        | 59,57   | 7     | 59,90   | 3     | 59,59   | 5     | 59,77   | 4     | 3:58,83 | +1,94       |
| 5      | Benjamin Maier Markus Sammer                    | Oostenrijk         | 59,51   | 5     | 59,96   | 8     | 59,64   | 6     | 1:00,01 | 9     | 3:59,12 | +2,23       |
| 6      | Rudy Rinaldi Boris Vain                         | Monaco             | 59,62   | 9     | 59,90   | 3     | 59,57   | 4     | 1:00,05 | 10    | 3:59,14 | +2,25       |
| 7      | Christopher Spring Mike Evelyn                  | Canada             | 59,54   | 6     | 1:00,03 | 10    | 59,76   | 8     | 59,93   | 5     | 3:59,26 | +2,37       |
| 8      | Rostislav Gaitiukevich Aleksey Laptev           | Russische ploeg    | 59,41   | 3     | 59,91   | 5     | 59,80   | 9     | 1:00,19 | 14    | 3:59,31 | +2,42       |
| 9      | Oskars Ķibermanis Matīss Miknis                 | Letland            | 59,65   | 10    | 59,94   | 7     | 59,82   | 10    | 59,93   | 5     | 3:59,34 | +2,45       |
| 10     | Justin Kripps Cam Stones                        | Canada             | 59,61   | 8     | 1:00,08 | 14    | 59,71   | 7     | 1:00,00 | 8     | 3:59,40 | +2,51       |
| 11     | Brad Hall Nick Gleeson                          | Groot-Brittannië   | 59,69   | 11    | 1:00,05 | 13    | 1:00,22 | 18    | 59,96   | 7     | 3:59,92 | +3,03       |
| 12     | Romain Heinrich Dorian Hauterville              | Frankrijk          | 59,93   | 16    | 1:00,04 | 11    | 59,92   | 12    | 1:00,05 | 10    | 3:59,94 | +3,05       |
| 13     | Frank Delduca Hakeem Abdul-Saboor               | Verenigde Staten   | 59,87   | 13    | 1:00,22 | 15    | 59,86   | 11    | 1:00,15 | 12    | 4:00,10 | +3,21       |
| 14     | Sun Kaizhi Wu Qingze                            | China              | 1:00,04 | 19    | 1:00,01 | 9     | 59,99   | 13    | 1:00,25 | 15    | 4:00,29 | +3,40       |
| 15     | Dominik Dvořák Jakub Nosek                      | Tsjechië           | 59,90   | 15    | 1:00,04 | 11    | 1:00,20 | 16    | 1:00,16 | 13    | 4:00,30 | +3,41       |
| 16     | Mihai Cristian Tentea Nicolae Ciprian Daroczi   | Roemenië           | 59,83   | 12    | 1:00,46 | 22    | 1:00,19 | 15    | 1:00,28 | 16    | 4:00,76 | +3,87       |
| 17     | Emils Cipulis Edgars Nemme                      | Letland            | 1:00,00 | 18    | 1:00,24 | 16    | 1:00,20 | 16    | 1:00,46 | 18    | 4:00,90 | +4,01       |
| 18     | Simon Friedli Andreas Haas                      | Zwitserland        | 59,97   | 17    | 1:00,37 | 20    | 1:00,47 | 23    | 1:00,34 | 17    | 4:01,15 | +4,26       |
| 19     | Won Yun-jong Kim Jin-su                         | Zuid-Korea         | 59,89   | 14    | 1:00,28 | 17    | 1:00,10 | 14    | 1:00,97 | 20    | 4:01,24 | +4,35       |
| 20     | Taylor Austin Daniel Sunderland                 | Canada             | 1:00,11 | 21    | 1:00,41 | 21    | 1:00,29 | 19    | 1:00,55 | 19    | 4:01,36 | +4,47       |
| 21     | Patrick Baumgartner Robert Mircea               | Italië             | 1:00,08 | 20    | 1:00,47 | 24    | 1:00,38 | 21    | —       | —     | 3:00,93 | —           |
| 22     | Li Chunjian Liu Wei                             | China              | 1:00,31 | 24    | 1:00,36 | 18    | 1:00,43 | 22    | —       | —     | 3:01,10 | —           |
| 23     | Ivo de Bruin Jelen Franjić                      | Nederland          | 1:00,46 | 27    | 1:00,36 | 18    | 1:00,35 | 20    | —       | —     | 3:01,17 | —           |
| 24     | Suk Young-jin Kim Hyeong-geun                   | Zuid-Korea         | 1:00,28 | 23    | 1:00,46 | 22    | 1:00,52 | 24    | —       | —     | 3:01,26 | —           |
| 25     | Maxim Andrianov Vladislav Zharovtsev            | Russische ploeg    | 1:00,24 | 22    | 1:00,75 | 26    | 1:00,55 | 26    | —       | —     | 3:01,54 | —           |
| 26     | Markus Treichl Markus Glueck                    | Oostenrijk         | 1:00,42 | 26    | 1:00,52 | 25    | 1:00,66 | 27    | —       | —     | 3:01,60 | —           |
| 27     | Hunter Church Charlie Volker                    | Verenigde Staten   | 1:00,38 | 25    | 1:01,40 | 30    | 1:00,53 | 25    | —       | —     | 3:02,31 | —           |
| 28     | Axel Brown André Marcano (1,2) Shakeel John (3) | Trinidad en Tobago | 1:00,81 | 28    | 1:00,89 | 27    | 1:00,86 | 28    | —       | —     | 3:02,56 | —           |
| 29     | Edson Luques Bindilatti Edson Ricardo Martins   | Brazilië           | 1:01,11 | 29    | 1:01,36 | 29    | 1:01,34 | 29    | —       | —     | 3:03,81 | —           |
| 30     | Shanwayne Stephens Nimroy Turgott               | Jamaica            | 1:01,23 | 30    | 1:01,35 | 28    | 1:01,54 | 30    | —       | —     | 3:04,12 | —           |